# Булаксай
Булакса́й (каз. Бұлақсай) — село у складі Аршалинського району Акмолинської області Казахстану. Адміністративний центр Булаксайського сільського округу.
Населення — 563 особи (2021; 840 у 2009, 924 у 1999, 1145 у 1989).
Національний склад станом на 1989 рік:
- росіяни — 37 %
- казахи — 35 %.

До 2007 року село називалося Нововладимировка.